# Парк Черкаської першої міської лікарні
Парк Черка́ської пе́ршої місько́ї ліка́рні — парк-пам'ятка садово-паркового мистецтва місцевого значення. Об'єкт розташований на території Черкас Черкаської області, мікрорайон «Соснівка». 
Площа — 13,1 га, статус отриманий у 1972 році.

## Галерея

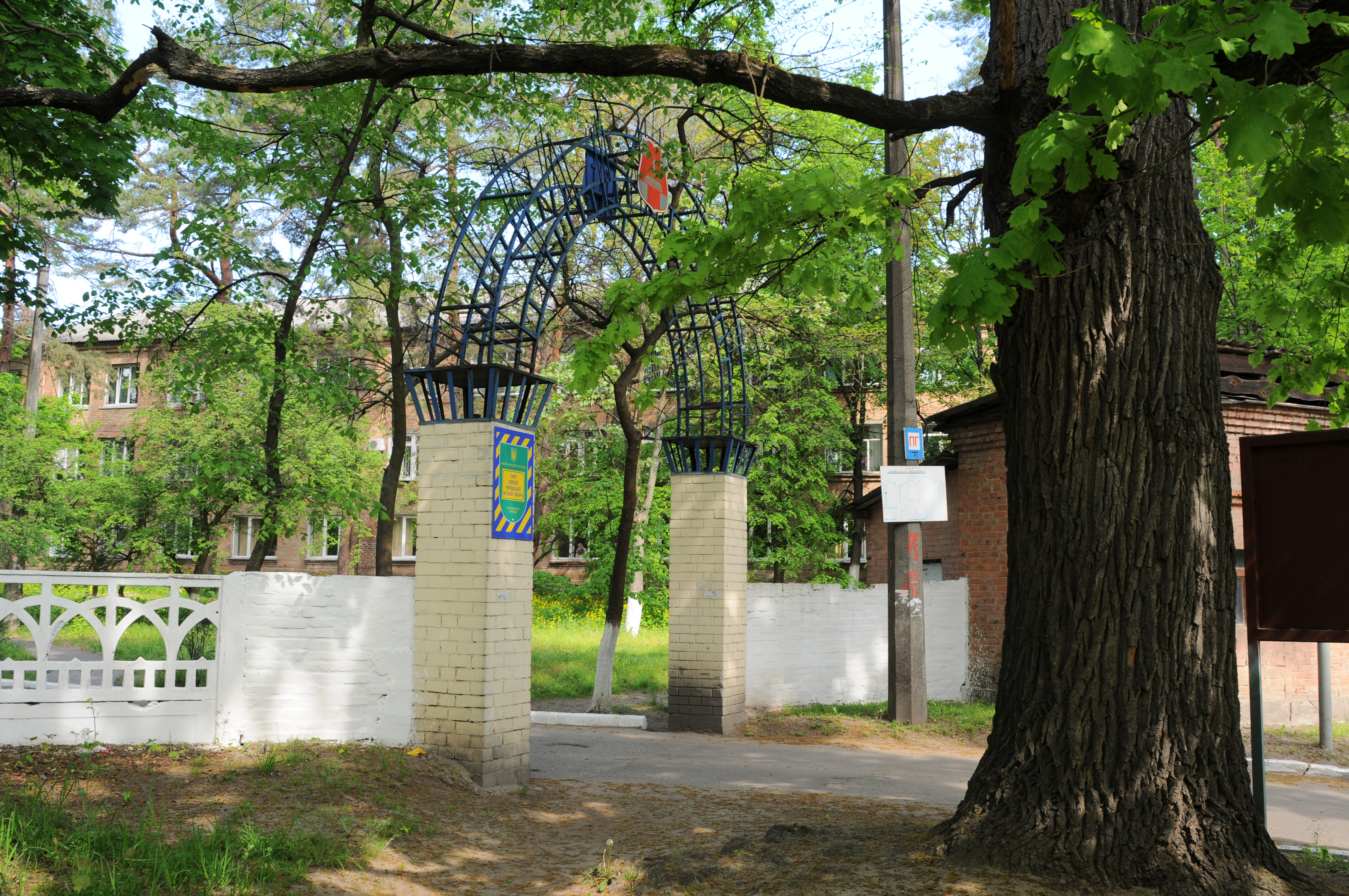
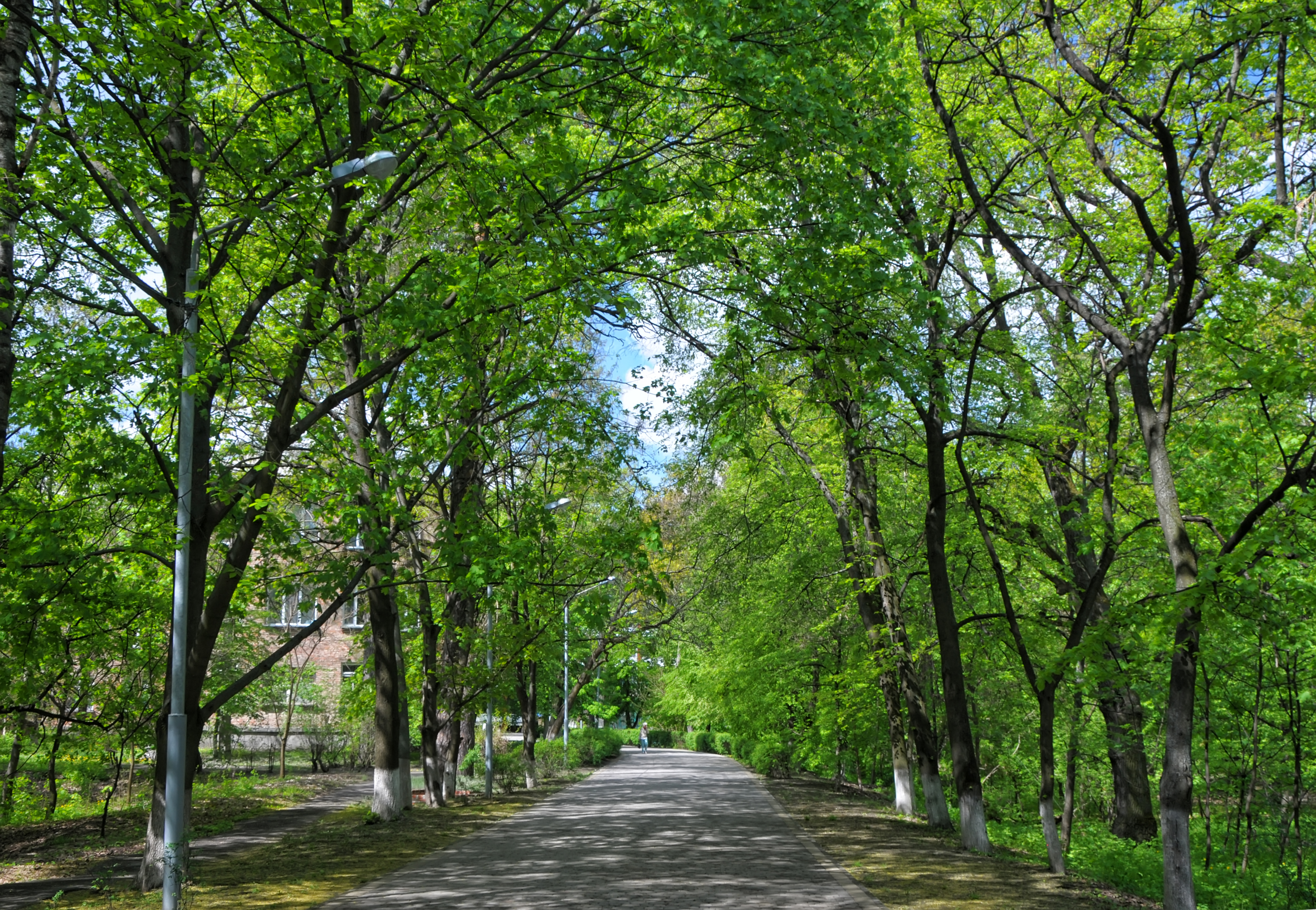
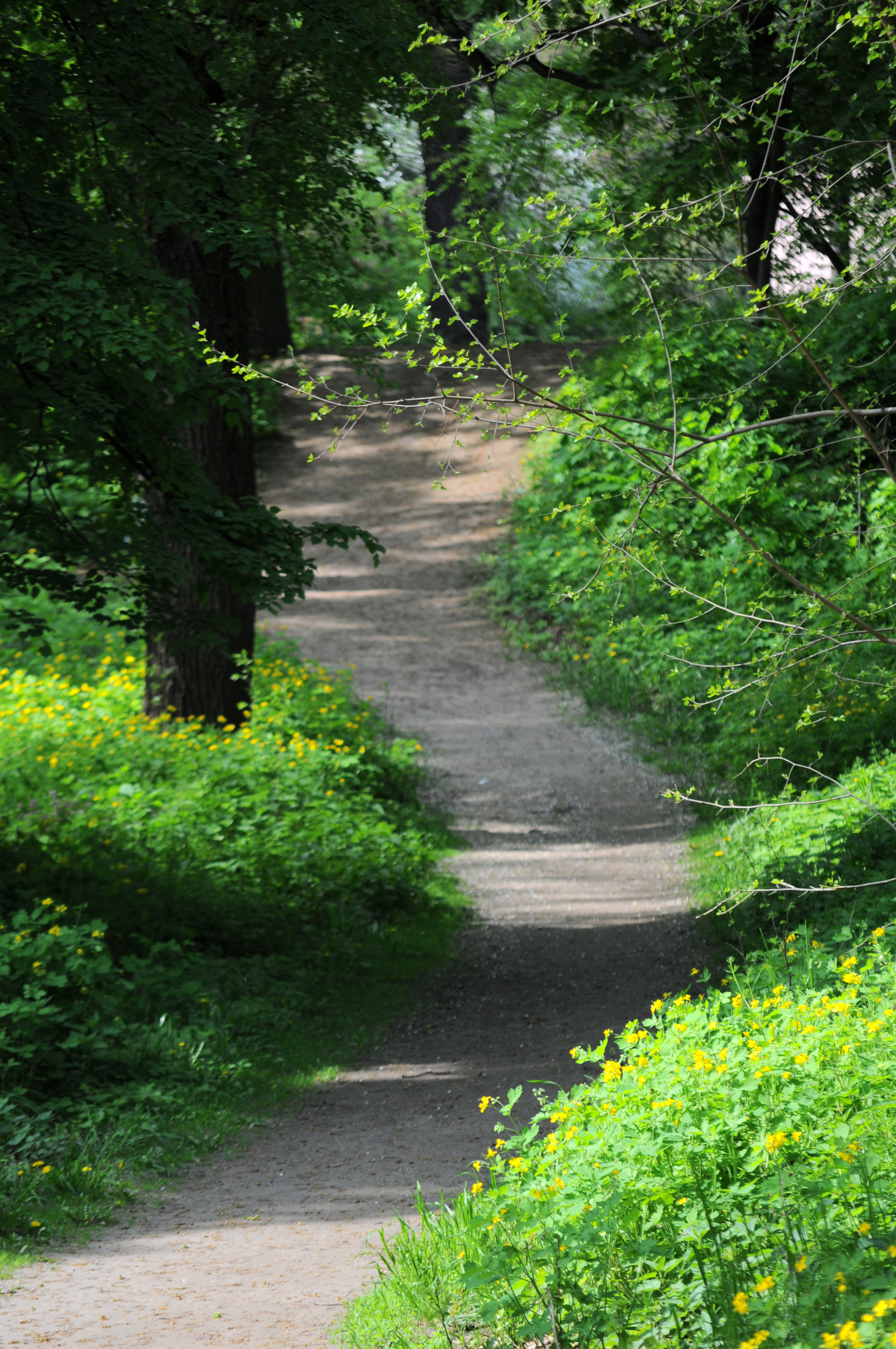
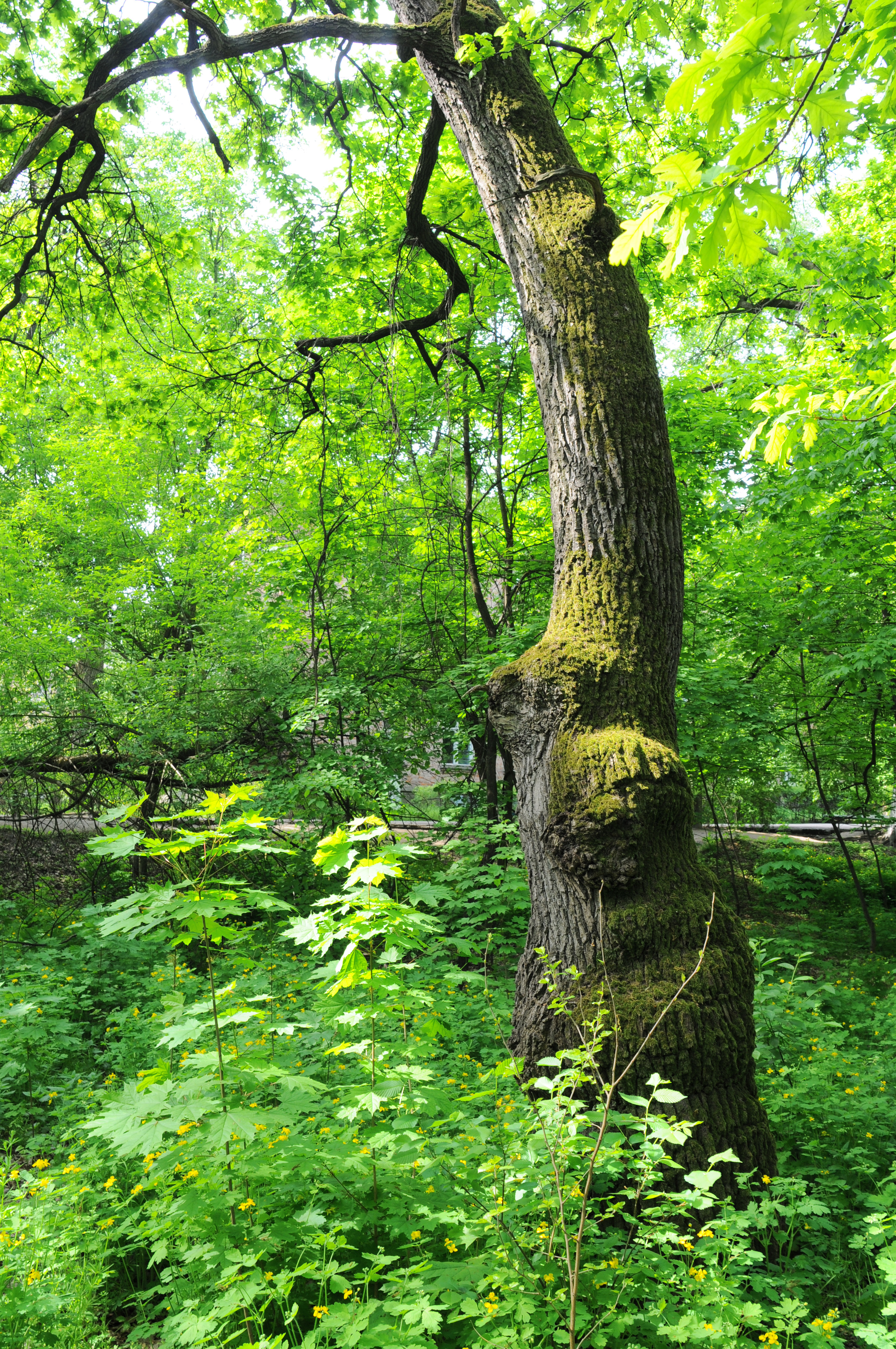